# Pterostylis wapstrarum
Pterostylis wapstrarum är en orkidéart som beskrevs av David Lloyd Jones. Pterostylis wapstrarum ingår i släktet Pterostylis och familjen orkidéer.
Artens utbredningsområde är Tasmanien. Inga underarter finns listade i Catalogue of Life.